# Zeust
Zeust (niedersorbisch Zajězd) ist ein Ortsteil der Stadt Friedland im Landkreis Oder-Spree in Brandenburg. Bis zur Eingemeindung nach Friedland am 31. März 2001 war Zeust eine eigenständige Gemeinde, die vom Amt Friedland (Niederlausitz) verwaltet wurde.

## Lage
Zeust liegt am nördlichen Rand der Niederlausitz und liegt etwa drei Kilometer nördlich von Friedland und fünf Kilometer südlich der Kreisstadt Beeskow. Umliegende Ortschaften sind die Beeskower Ortsteile Oegeln im Norden und Krügersdorf im Nordosten, Reudnitz im Osten, Lindow im Südosten, Friedland im Süden, Leißnitz mit dem Wohnplatz Kuhnsdorf im Südwesten, Kummerow im Westen sowie die Stadt Beeskow mit ihrem Wohnplatz Bahrensdorf im Nordwesten.
Das Dorf liegt im Naturschutzgebiet Friedländer Tal. Westlich von Zeust liegt der Zeuster See. Der Ort liegt an einem Abzweig von der Bundesstraße 168, die etwa einen Kilometer westlich verläuft. Zu Zeust gehört der Wohnplatz Friedrichshof.

## Geschichte

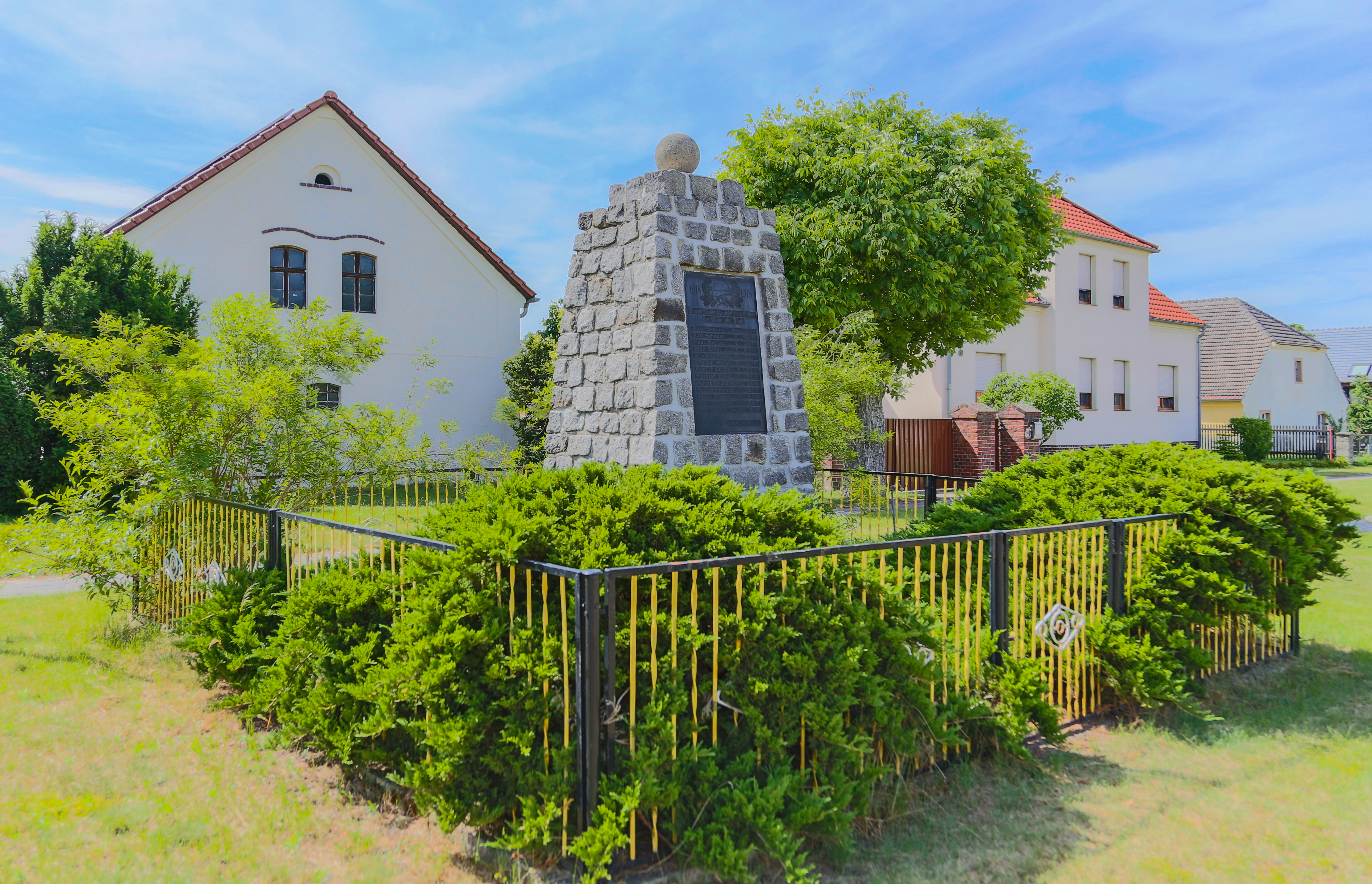
Kriegerdenkmal auf dem Dorfanger

Zeust wurde 1517 erstmals genannt. Die damalige Schreibweise des Dorfes lautete Tzeicht, Reinhard E. Fischer leitet den Ortsnamen von einem sorbischen Wort ab, welches etwa sauberes, klares Wasser bedeutet. Der Ortsname bezieht sich somit auf die Lage am Zeuster See. Bei der Siedlungsform handelt es sich um ein Reihendorf.
Vermutlich bereits von seiner Ersterwähnung an, aber spätestens seit 1533, gehörte Zeust zur Herrschaft Friedland. Im Jahr 1533 wurde die Herrschaft Friedland für einen Preis von 21.500 Talern an den Johanniterorden verkauft. Seitdem gehörte Zeust zum Ordensamt Friedland. Dieses wurde im Jahr 1811 von dem damaligen sächsischen König Friedrich August I. eingezogen und anschließend in das königlich-sächsische Rentamt Friedland umgewandelt, welches in dieser Form bis 1815 und anschließend im Königreich Preußen bis 1874 existierte.
Laut der Topographisch-statistischen Übersicht des Regierungsbezirks Frankfurt an der Oder aus dem Jahr 1844 gab es in Zeust in dem entsprechenden Jahr 23 Wohngebäude, die von 144 Einwohnern bewohnt wurden. Kirchlich gehörte Zeust zur Kirchengemeinde in Friedland. 1867 wurden im Dorf 187 Einwohner gezählt.
Vor 1815 gehörte Zeust zum Krummspreeischen Kreis. Als Ergebnis des Wiener Kongresses kam die Niederlausitz, die vorher zum Königreich Sachsen gehörte, an das Königreich Preußen. Danach wurde der historische Krummspreeische Kreis zum Landkreis Lübben umgeformt und wurde Teil des Regierungsbezirks Frankfurt in der Provinz Brandenburg. Bei der Kreisneubildung in der DDR am 25. Juli 1952 wurde der Kreis Lübben stark verkleinert, große Teile des Kreises, darunter auch die Gemeinde Zeust, wurden dem Kreis Beeskow im Bezirk Frankfurt (Oder) zugeschlagen. Nach der Wende wurde der Kreis Beeskow in Landkreis Beeskow umbenannt. Bei der Kreisreform am 6. Dezember 1993 wurde die Gemeinde Zeust dem Landkreis Oder-Spree zugeschlagen. Am 31. März 2001 wurde Zeust zusammen mit zwölf weiteren Gemeinden in die Stadt Friedland eingemeindet.

## Denkmale
Für Zeust ist in der Denkmalliste des Landes Brandenburg ein Bodendenkmal ausgewiesen:
- Nr. 90780 Flur 1,2: Dorfkern deutsches Mittelalter, Dorfkern Neuzeit, Siedlung Urgeschichte

## Einwohnerentwicklung
| 1875 | 197 | 1939 | 190 | 1981 | 108 |
| 1890 | 209 | 1946 | 272 | 1985 | 107 |
| 1910 | 214 | 1950 | 273 | 1989 | 109 |
| 1925 | 240 | 1964 | 188 | 1995 | 108 |
| 1933 | 219 | 1971 | 161 | 2000 | 128 |